# Apalis
Apalis – rodzaj ptaków z podrodziny popielatek (Eremomelinae) w obrębie rodziny chwastówkowatych (Cisticolidae).

## Rozmieszczenie geograficzne
Rodzaj obejmuje gatunki występujące w Afryce.

## Morfologia
Długość ciała 11–14 cm, masa ciała 6–15 g.

## Systematyka

### Etymologia
Apalis: gr. ἁπαλος hapalos ‘miękki, delikatny’.

### Podział systematyczny
Do rodzaju należą następujące gatunki:
- Apalis thoracica (Shaw, 1811) – nikornik obrożny
- Apalis ruddi C.H.B. Grant, 1908 – nikornik białobrewy
- Apalis flavida (Strickland, 1853) – nikornik żółtopierśny
- Apalis binotata Reichenow, 1895 – nikornik maskowy
- Apalis personata Sharpe, 1902 – nikornik czarnolicy
- Apalis jacksoni Sharpe, 1891 – nikornik białowąsy
- Apalis chariessa Reichenow, 1879 – nikornik białoskrzydły
- Apalis nigriceps (Shelley, 1873) – nikornik czarnogłowy
- Apalis melanocephala (G.A. Fischer & Reichenow, 1884) – nikornik żałobny
- Apalis chirindensis Shelley, 1906 – nikornik popielaty
- Apalis porphyrolaema Reichenow & Neumann, 1895 – nikornik rdzwogardły
- Apalis chapini Friedmann, 1928 – nikornik szarobrzuchy
- Apalis sharpii Shelley, 1884 – nikornik ciemny
- Apalis rufogularis (Fraser, 1843) – nikornik kongijski
- Apalis karamojae (van Someren, 1921) – nikornik akacjowy
- Apalis stronachi Stuart & Collar, 1985 – nikornik masajski
- Apalis bamendae Bannerman, 1922 – nikornik kameruński
- Apalis goslingi Alexander, 1908 – nikornik ubogi
- Apalis cinerea (Sharpe, 1891) – nikornik szary